# Горскин, Александр Иванович
 Горскин Александр Иванович (10 марта 1917 — 2 декабря 2007) — младший лейтенант Красной Армии, полный кавалер ордена Славы.

## Биография
Родился 10 марта 1917 года в рабочем поселке Красный Яр Любинского района Омской области.
В 1929 году окончил 4 класса трудовой школы, после чего работал мотористом молочно-консервного комбината. В сентябре 1939(8) года был призван в Красную Армию.
В боевых действиях Великой Отечественной войны с июня 1941 года. Командовал отделением автоматчиков в 911-м стрелковом полку (244-я стрелковая дивизия, 6-я армия). Воевал на Юго-Западном, 3-м Украинском фронтах. Участвовал в освобождении Юга Украины, Молдавии, Румынии.
2 февраля 1944 года в бою у с. Шевченко (Апостоловский район Днепропетровская область) уничтожил укрывавшегося в засаде снайпера, в самом селе уничтожил 8 гитлеровцев. 28 марта 44 Приказом командира 224-й стрелковой дивизия старший сержант А. И. Горскин был награждён орденом Славы 3-й степени
10 апреля 1944 года помощник командира взвода Горскин во главе группы автоматчиков одним из первых вышел на окраину г. Одессы, уничтожил 3 пулемётные точки и 9 грузовиков, уничтожил более 30 солдат и офицеров противника. 15 гитлеровцев были взяты в плен. За эту вылазку 12 мая 1944 ст. сержант Горскин был удостоен ордена Славы 2-й степени.
23 августа 1944 года старшина Горскин в ходе наступления полка на с. Сатул Ноу (30 км к юго-востоку от г. Хуши, Румыния) заменил выбывшего из строя командира взвода и возглавил подразделение до выполнения боевой задачи, за что был удостоен ордена Славы 1-й степени (Указ Президиума ВС СССР от 24 марта 1945 года).
В декабре 1945 года младший лейтенант Александр Иванович Горскин демобилизовался и вернулся в родной посёлок, где работал слесарем на молочном комбинате.
Умер А. И. Горскин 2 декабря 2007 года.

## Награды
Был награждён орденом Отечественной войны 1 степени, тремя орденами Славы, медалями, в том числе «За боевые заслуги».